# Kapus
Kapus je priimek v Sloveniji, ki ga je po podatkih Statističnega urada Republike Slovenije na dan 1. januarja 2010 uporabljalo 142 oseb.

## Znani nosilci priimka
- Andrej Kapus (1644—1678), jezuit, humanist
- Franc Kapus (1830—1884), trgovec in narodni delavec
- Franc(e) Kapus (1890—1976), naravoslovec (geolog, biolog...), gimn. profesor, terminolog
- France Kapus (*1928), jazz-glasbenik, trobentač, dirigent, vodja Jazz orkester Ad hoc ...
- Jakob Kapus - Jacob (*1985), plesalec, pevec, novinar
- Janez Andrej Kapus (1648—1713), jezuit, humanist
- Jernej Kapus, plavalni trener
- Jože Kapus, španski borec
- Marko Anton Kapus (1657—1717), jezuitski misionar, popotnik in raziskovalec
- Monika Kapus Kolar (*1959), računalničarka in elektrotehničarka
- Sergej Kapus (1950—2023), umetnostni zgodovinar, slikar in publicist, prof. ALUO
- Tatjana Kapus (*1965), elektrotehničarka
- Venceslav Kapus (1946—2019), kineziolog, stokovnjak za teorijo in metodiko plavanja
- Vladimir Kapus (1885—pogrešan 1943), publicist, lovski pisatelj, urednik